# Grover Cleveland
Stephen Grover Cleveland, ameriški odvetnik, politik, * 18. marec 1837, Caldwell, New Jersey, † 24. junij 1908, Princeton, New Jersey.
Cleveland je bil 22. (1885-1889) in 24. (1893-1897) predsednik ZDA. Bil je prvi predsednik ZDA, ki je služil dva nezdružena mandata. Sledil mu je Donald Trump kot 45. in 57. predsednik ZDA.
Predhodno je bil župan Buffala (1881-1882) in guverner New Yorka (1882-1885).